# Niutao

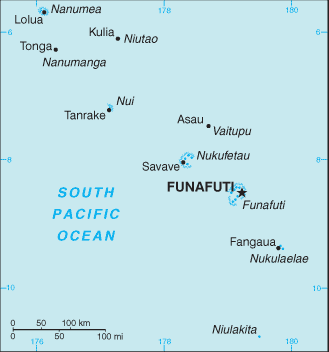
Lägeskarta

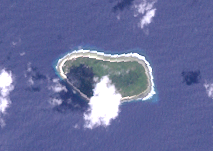
Niutao

Niutao (tuvaluanska Niutao) är en ö i Tuvalu i sydvästra Stilla havet.

## Geografi
Niutao ligger cirka 370 km nordväst om Funafuti.
Ön är av vulkaniskt ursprung och har en areal om ca 2,53 km² med en längd på cirka 2 km och ca 1 km bred. Ön omges av ett korallrev.
Den högsta höjden är på endast några m ö.h. På öns västra del finns några små saltvattensjöar.
Befolkningen uppgår till ca 660 invånare där de flesta bor i huvudorten Kua (även Kulia) på öns västra del. Förvaltningsmässigt utgör ön ett eget "Island council" (distrikt).
Ön kan endast nås med fartyg då den saknar flygplats.

## Historia
Tuvaluöarna beboddes av polynesier sedan 1000-talet f.Kr.
Det finns ej dokumenterat när Niutao upptäcktes av européerna.
Tuvaluöarna hamnade 1877 under brittisk överhöghet där de i oktober 1892 deklarerades ett brittiskt protektorat och införlivades i Gilbert och Elliceöarna och från 1916 blev området en egen koloni.
1944 köptes den obebodda ön Niulakita av förvaltaren för det Brittiska Västra Stillahavsterritoriet och 1949 bosatte sig emigranter från den överbefolkade Niutao på Niulakita.